# Technisches Fachwerk

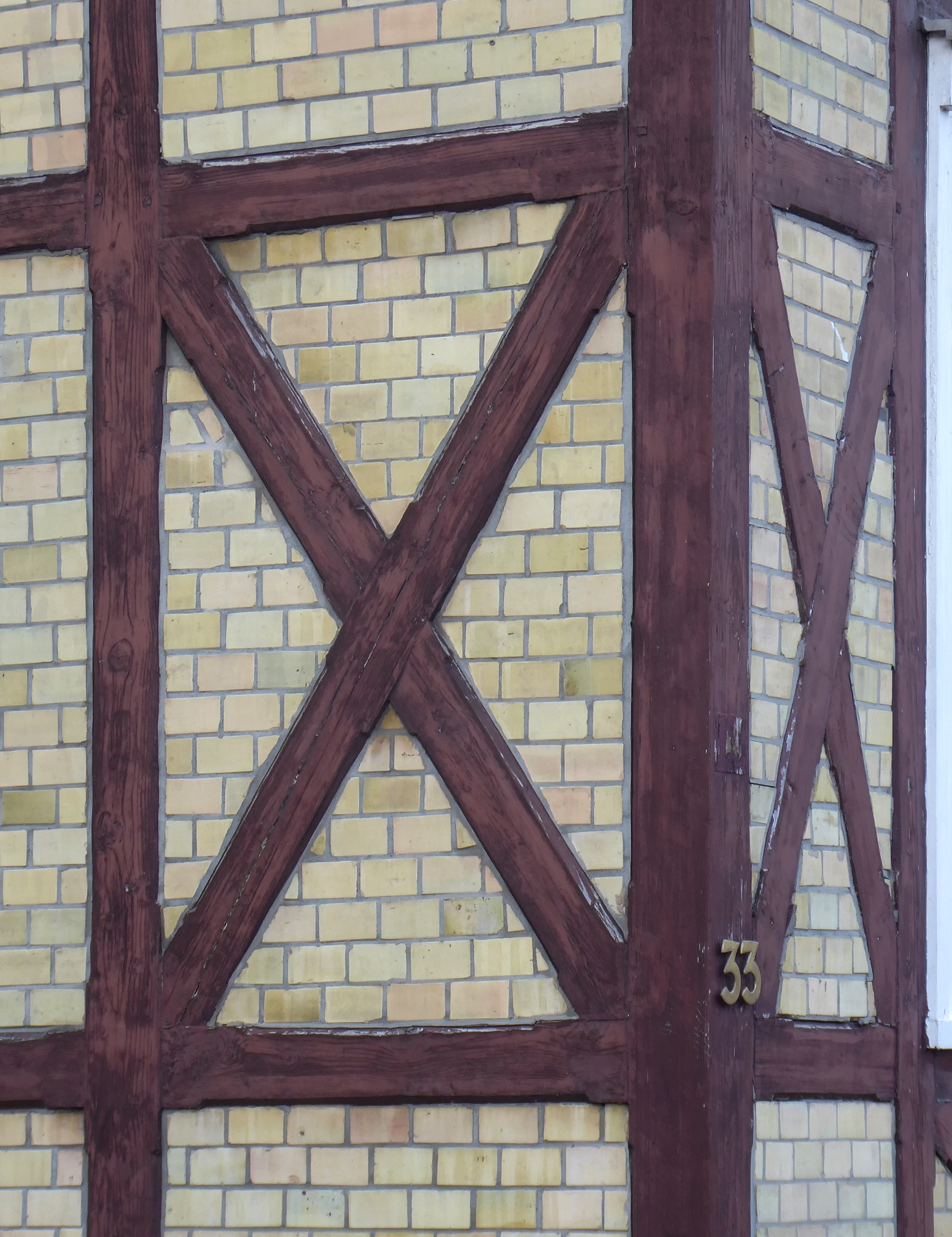
Konstruktions- und Gestaltungsprinzipien des Technischen Fachwerks: abgefaste Hölzer, vollkantige Knotenpunkte, zurückliegende Ziegelgefache (Beispiel: Göttingen, Rosdorfer Weg 33, erbaut um 1898, Aufnahme 2021)

Technisches Fachwerk (auch Technizistisches Fachwerk) ist eine weit verbreitete „Zierfachwerk“-Variante der Holzfachwerk-Architektur im 19. Jahrhundert, die sich durch Rasterfachwerk, gefaste Hölzer und zurückliegende Sichtziegelgefache auszeichnet.

## Merkmale
Technisches Fachwerk weist folgende strukturelle, konstruktive und gestalterische Besonderheiten auf:
- Verwendung von Rasterfachwerk, das durch fenster- oder geschosshohe Andreaskreuze in Reihung gegliedert ist. Alle Hölzer sind relativ dünn und in gleicher Breite zugeschnitten wie bei industriell vorfertigten Produkten. Es gibt keine geschweiften Streben und fast nie gebogene Hölzer.
- Die Kanten aller Hölzer sind an den sichtbaren Seiten abgefast. Jede Fase läuft einige Zentimeter vor den Verbindungsstellen aus, so dass die konstruktiv besonders belasteten Knotenpunkte des Fachwerks breiter wirken und also optisch betont werden. Die Art und Ausbildung der Fasen ist bei allen Hölzern gleich. Franz Stade erklärt die Abfasung in seinem Holzkonstruktionen-Lehrbuch von 1904 ausdrücklich als „dekoriert“.[2]
- Die Gefache treten gegenüber der Holzkonstruktion um ein bis zwei Zentimeter zurück, sie liegen also nicht wie beim traditionellen Fachwerkbau bündig mit den Hölzern.
- Durch das Zusammenspiel von Abfasungen und vertieften Gefachen entsteht eine Reliefwirkung und gestaltwirksame Differenzierung des Fachwerks zwischen tragenden Bauteilen (Hölzern) und Füllmaterial (Gefachen).
- Die Gefache sind üblicherweise mit Sichtziegelmauerwerk ausgemauert und sind nicht verputzt, oftmals aber nachträglich geschlämmt. Teilweise wurde eine Dekoration mit farbigen Zierziegelverbänden ausgeführt.

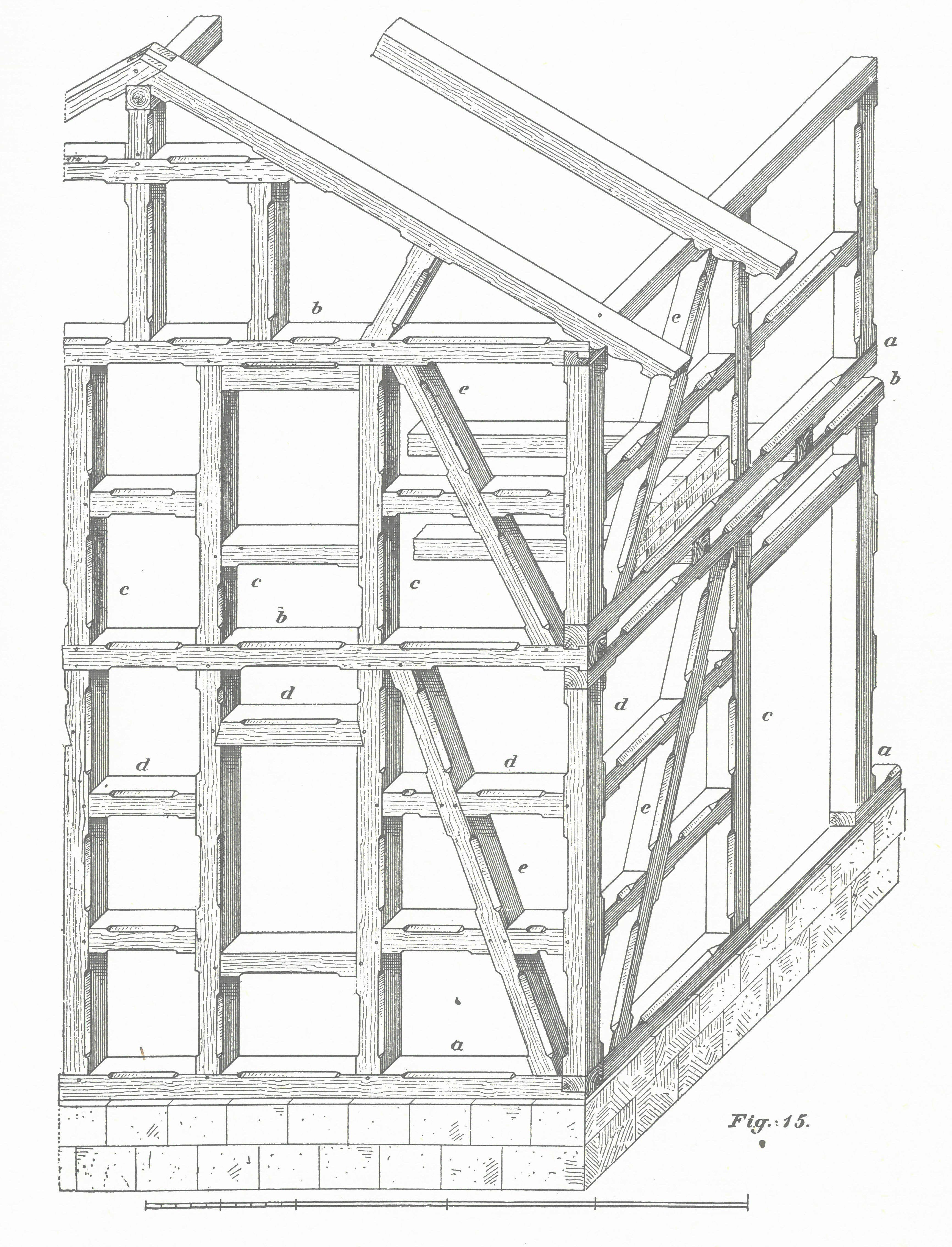
Gerüst eines Technischen Fachwerks, ohne Ausfachungen (Lehrbuch von 1900)

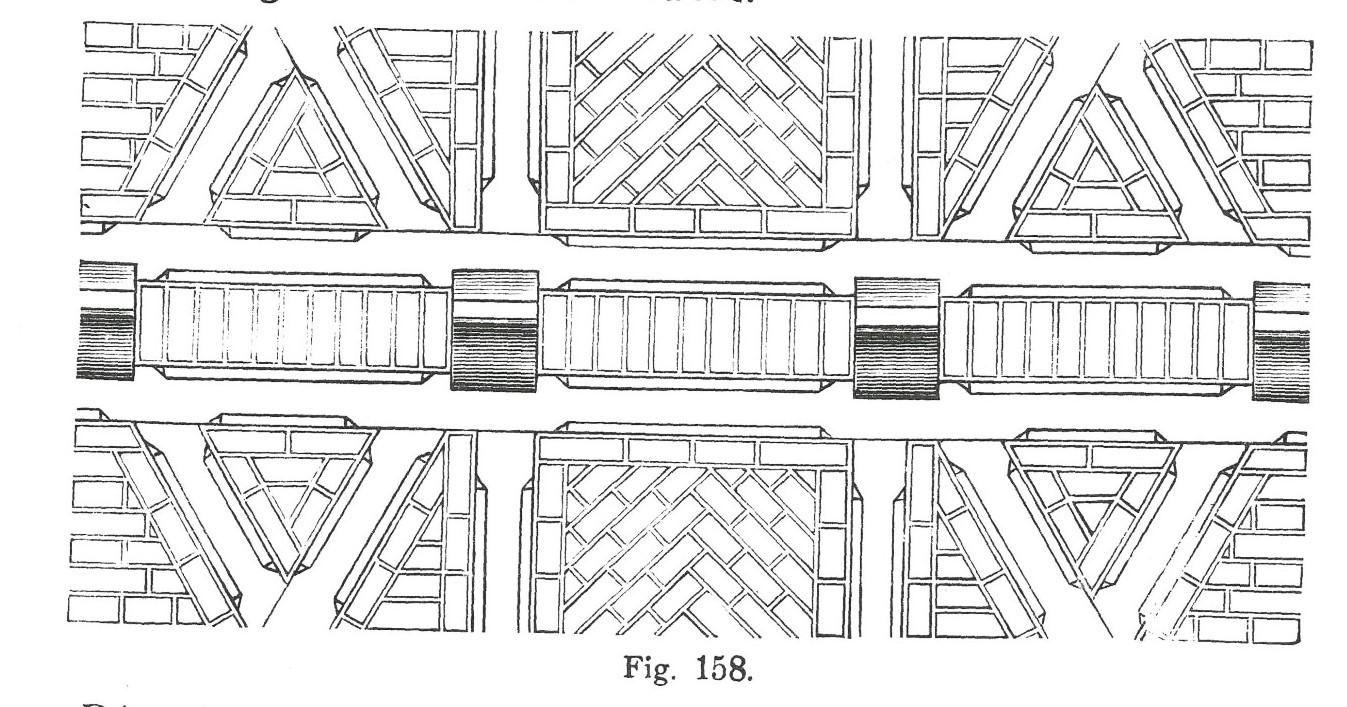
Technisches Fachwerk in einem Lehrbuch von 1904

## Begriff und Geschichte

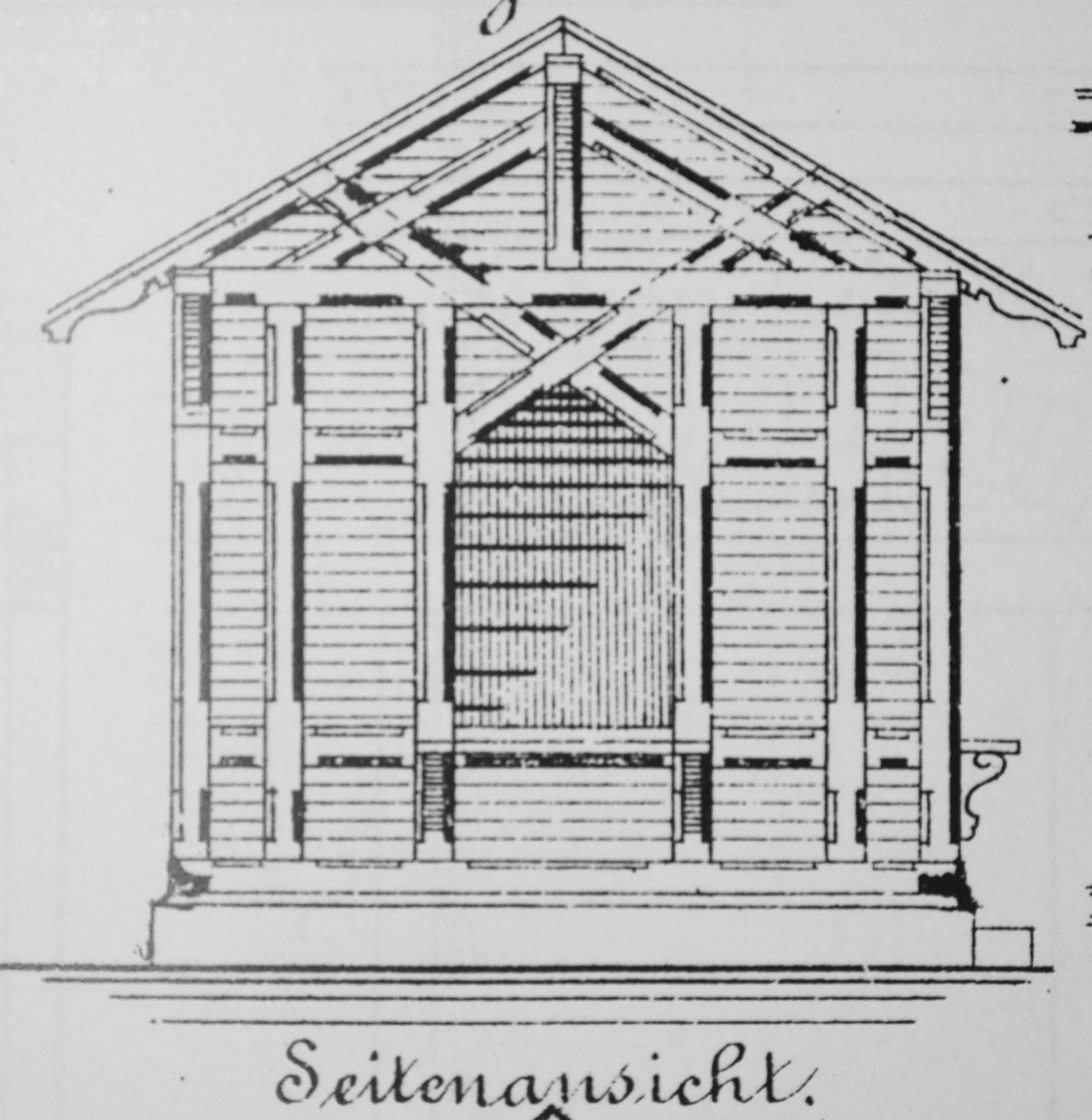
Technisches Fachwerk als Fassadenornament am Beispiel eines Gartenhäuschens (Plan aus einem Lehrbuch von 1904)

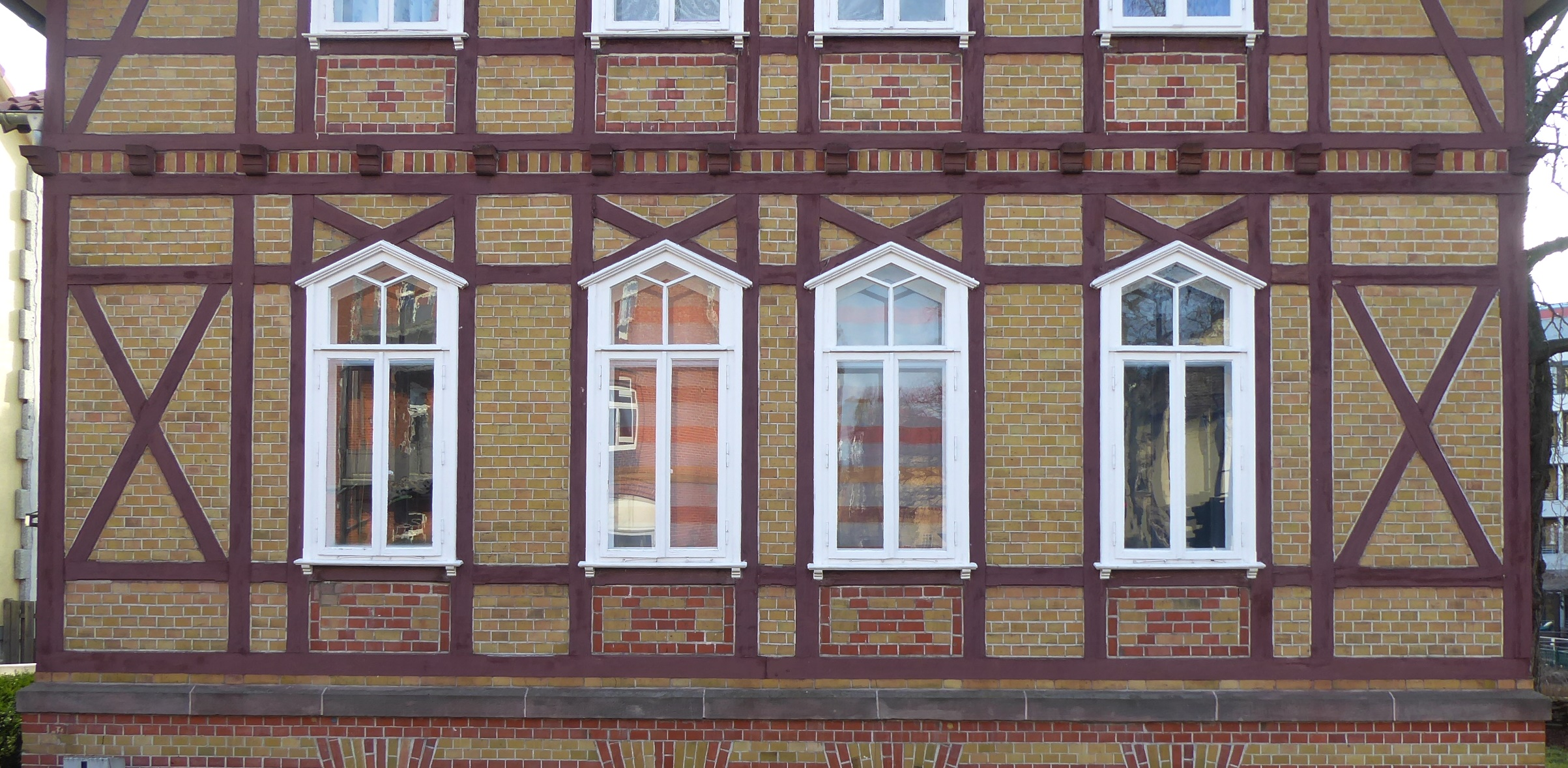
Technisches Fachwerk mit Zierausfachungen in den Fensterbrüstungen (Beispiel: Göttingen, Geismar Landstraße 24, erbaut um 1885, Aufnahme 2021)

Technisches Fachwerk kennt keine historischen Vorbilder, sein Aussehen wird durch eine gewollt neuartige „technizistische Wirkung“ bestimmt. Dabei „erfuhr die Holzkonstruktion eine ästhetische Aufwertung, die sich zur reinen Dekoration verselbständigen“ konnte. Es ist nicht bekannt, dass bereits die zeitgenössischen Architekten und Zimmerleute des 19. Jahrhunderts eine Bezeichnung für diese auffällige Gestaltungs- und Konstruktionsweise des Fachwerks verwendeten. Den Begriff Technisches Fachwerk führte erst 1981 die Marburger Arbeitsgruppe für Dokumentation in die Disziplinen der Baugeschichte und Hausforschung ein. Gelegentlich ist seitdem auch der Begriff Technizistisches Fachwerk verwendet worden.

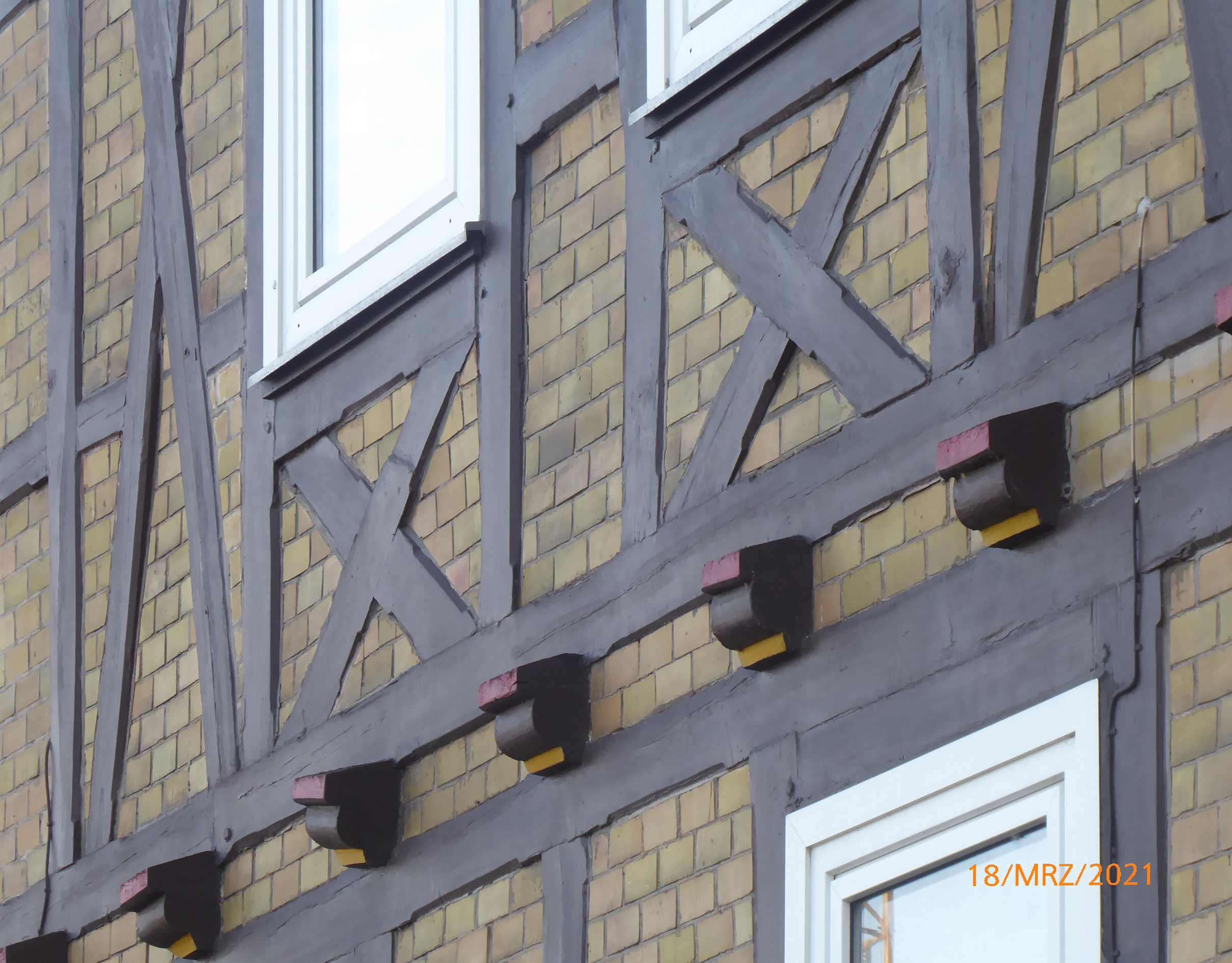
Fassadenrelief beim Technischen Fachwerk (Beispiel: Göttingen, Geismar Landstraße 50, erbaut um 1885, Aufnahme 2021)

Das älteste bekannte Gebäude in Technischem Fachwerk ist die von Architekt Hugo Ritgen entworfene und 1833–1834 erbaute Leichenhalle auf dem Gießener Friedhof. Weitere frühe Bauten entstanden seit den 1830er Jahren als Villen und Nebengebäude in Darmstadt und Berlin, teilweise auch im Schweizerhausstil. Die Bauweise ist seit den 1840er Jahren auch durch musterhafte Entwurfsveröffentlichungen verbreitet worden.
Den zahlenmäßigen Höhepunkt erfuhr die Verwendung des Technischen Fachwerks in den 1880er und 1890er Jahren für Bauaufgaben der verschiedensten Art – von der repräsentativen Villa bis zum Gartenhaus, von der Kirche bis zum Bahnhofs-Empfangsgebäude. Die Verwendung endete bald nach der Jahrhundertwende um 1900, gleichzeitig mit dem allgemeinen Rückgang des Fachwerkbaus. Adolf Opderbecke kritisierte die Bauweise rückblickend 1921 in seinem Zimmermanns-Lehrbuch wegen der Schadensanfälligkeit insbesondere der horizontalen Hölzer als ein „Erzeignis der Neuzeit. Sie verdient keine Nachahmung weil ihr konstruktive Berechtigung mangelt.“

Bildergalerie: Ausführungsbeispiele
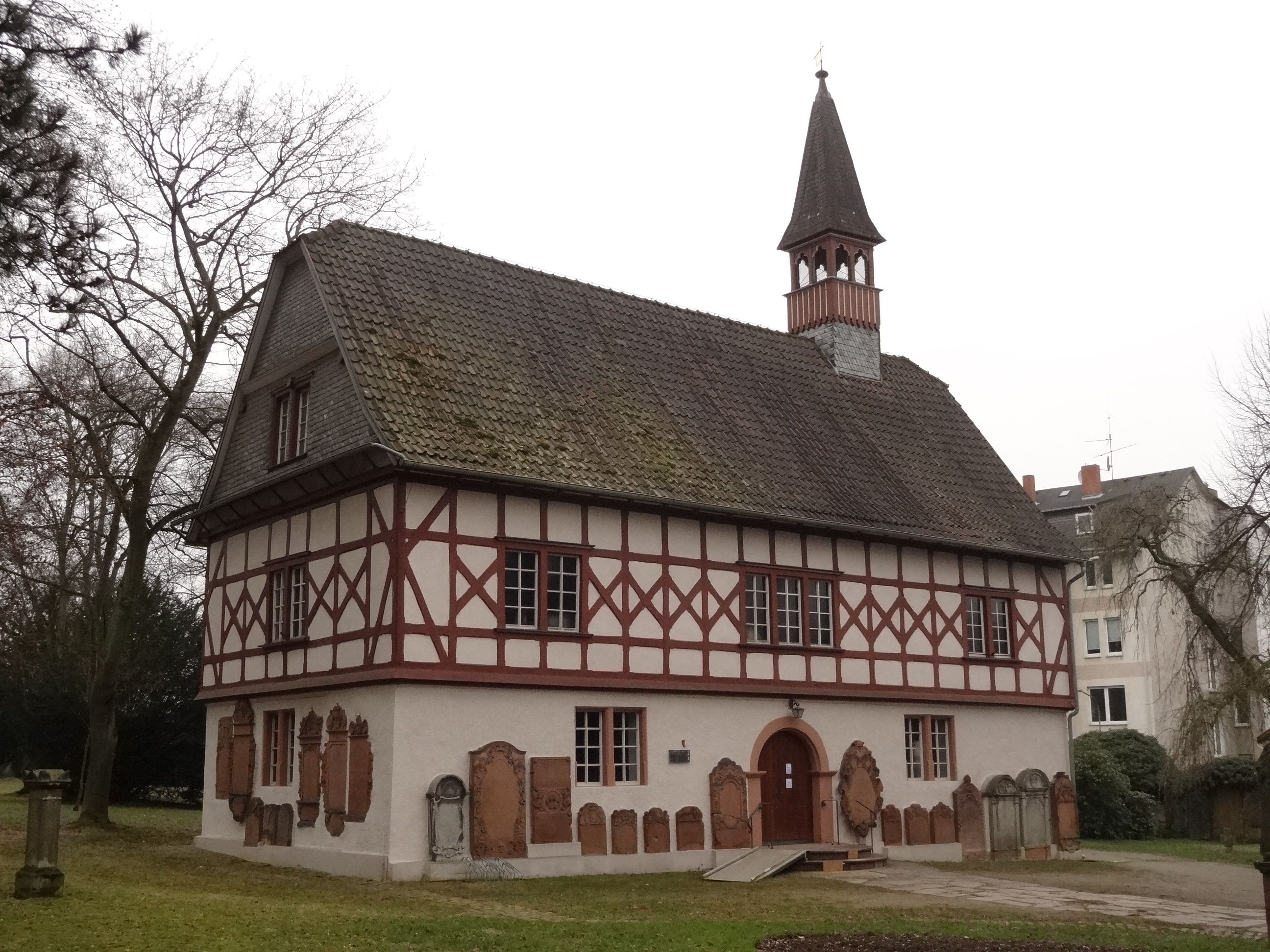
Kapelle auf dem Alten Friedhof Gießen, Fachwerk-Obergeschoss in Technischem Fachwerk von Architekt Hugo Ritgen, 1840
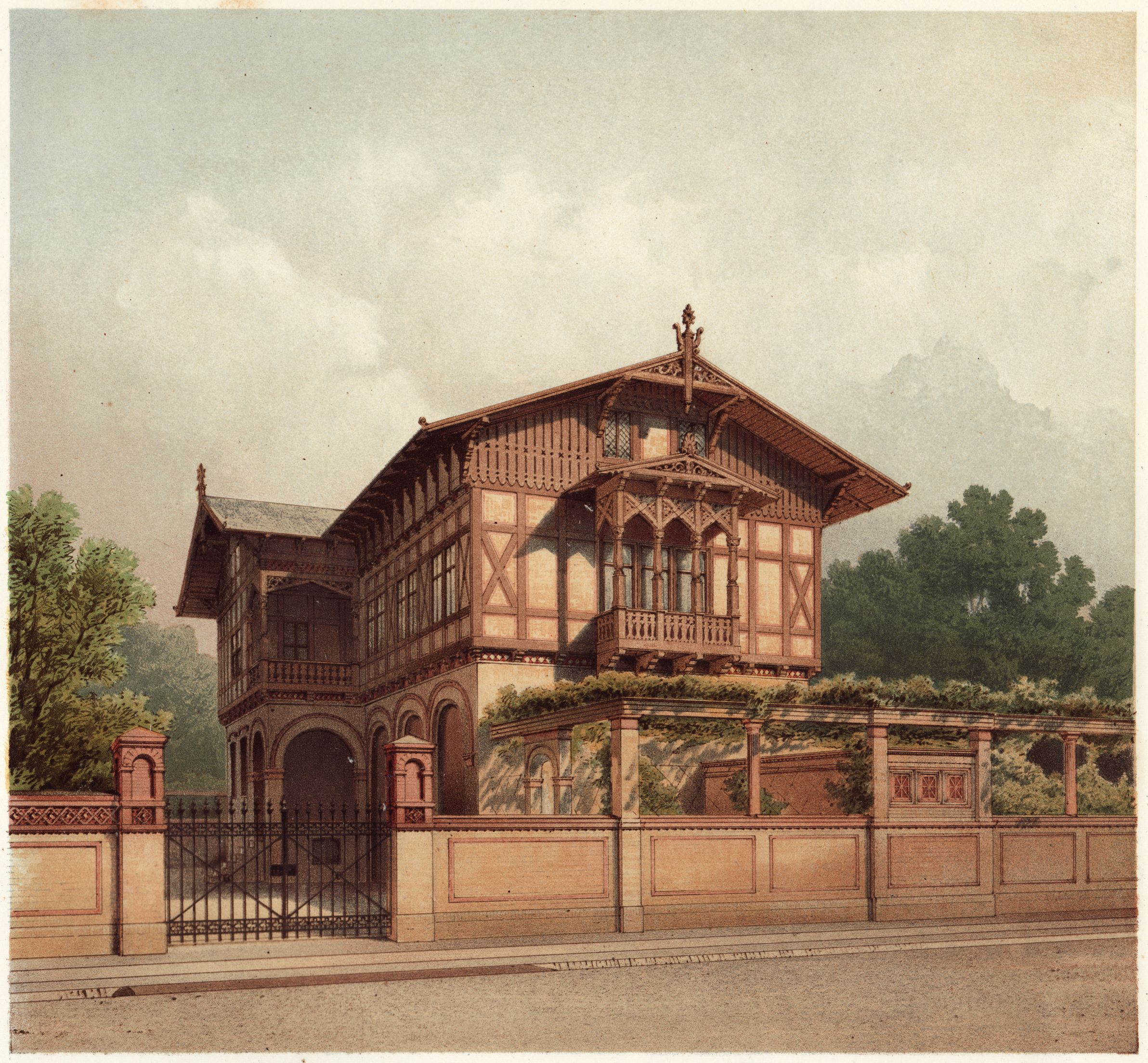
Berlin, Wirtschaftsgebäude der Villa von der Heydt, Architekt Hermann Ende (Architektonisches Skizzenbuch, 1863, Heft V, Blatt 1)
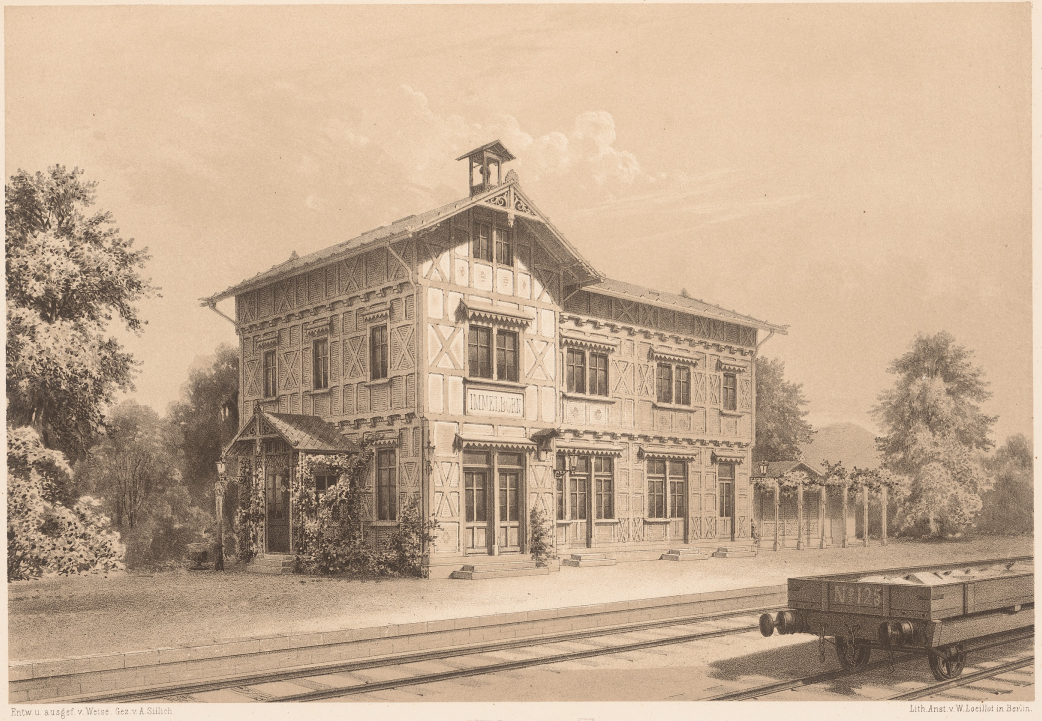
Bahnhof Immelborn, Architekt Hermann Weise (Architektonisches Skizzenbuch, 1865, Heft 50, Tafel 5)
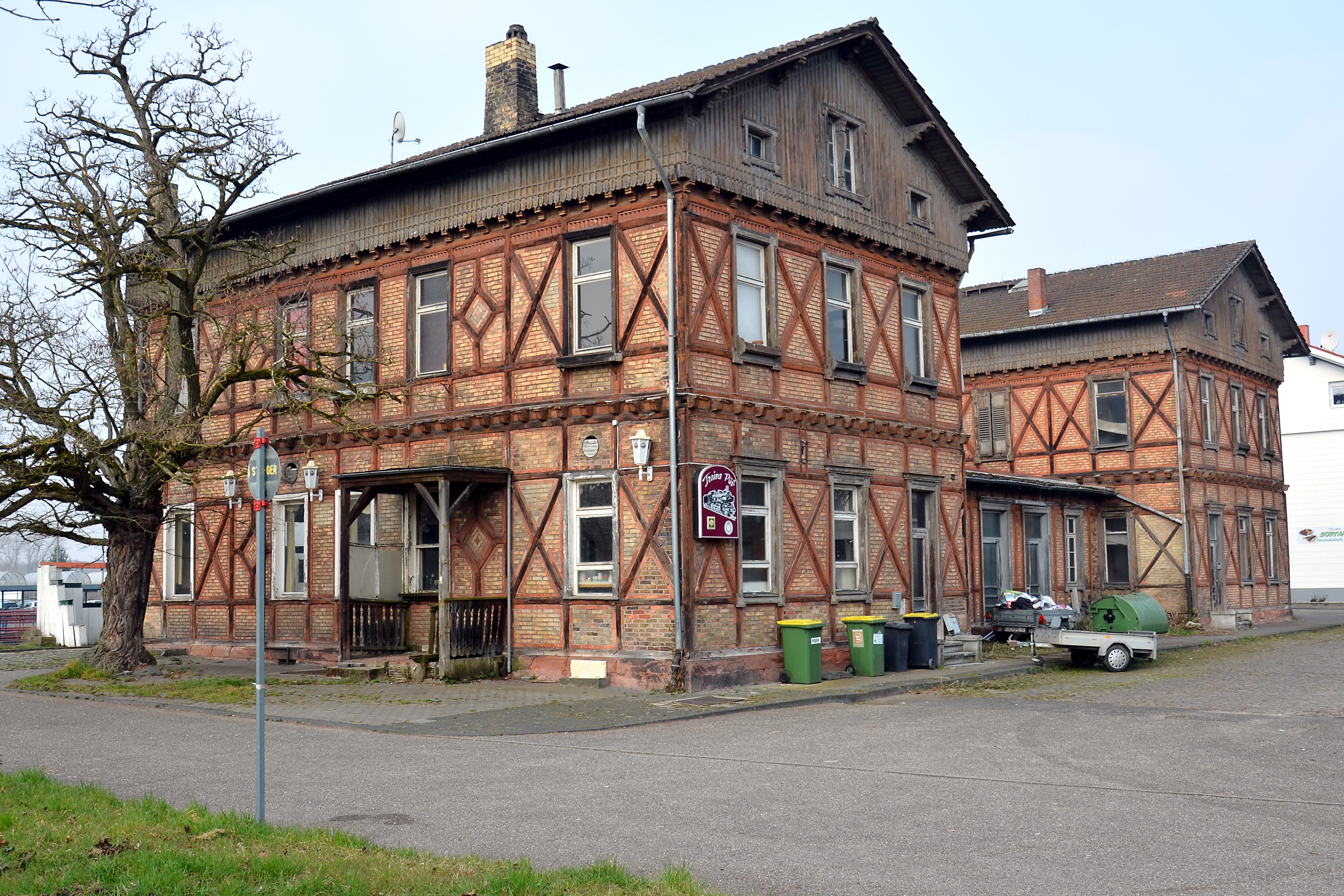
Alter Bahnhof in Germersheim, erbaut 1864 (Aufnahme 2015)
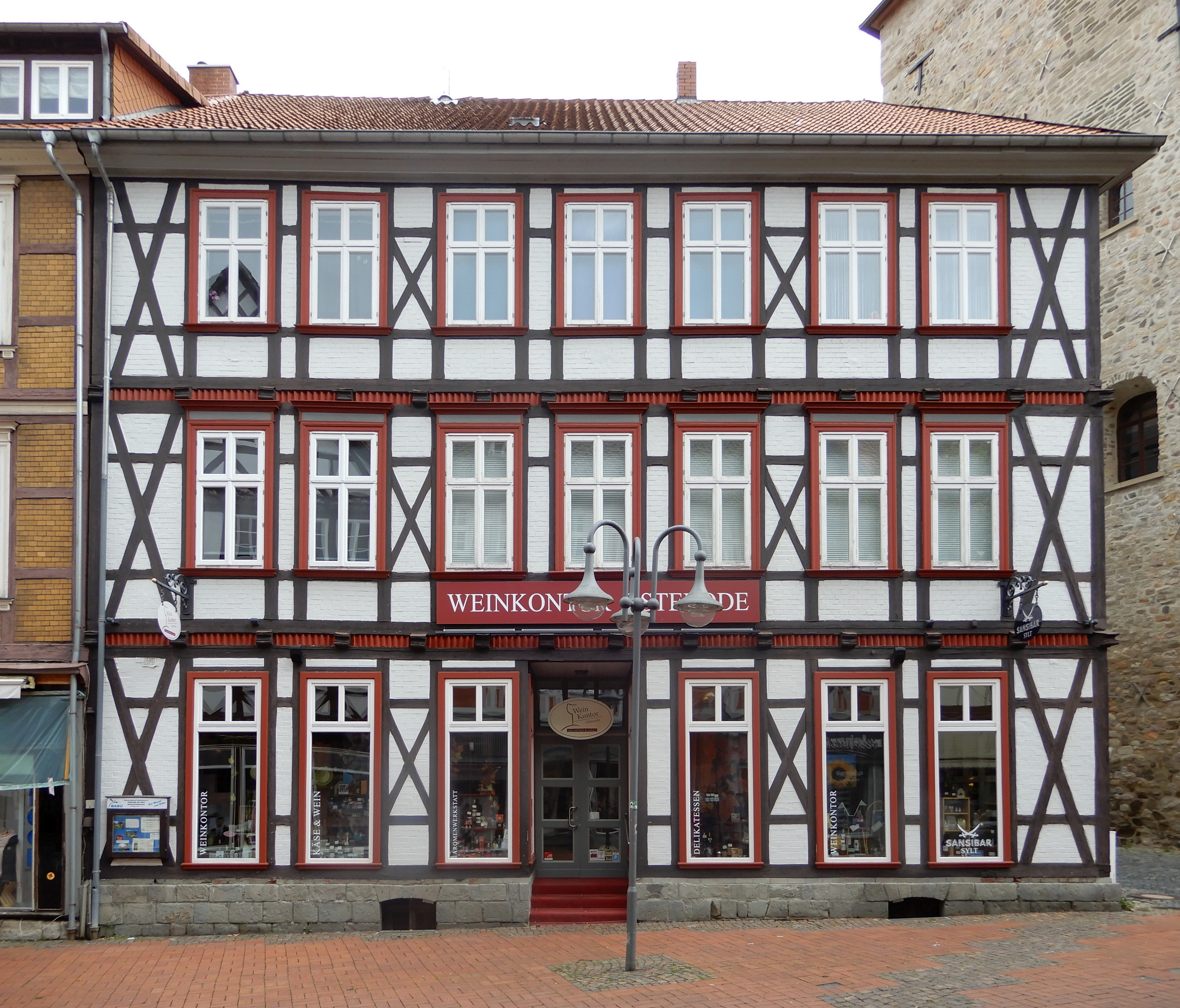
Osterode am Harz, Wohnhaus Martin-Luther-Platz 6, erbaut 1882 (Aufnahme 2017)
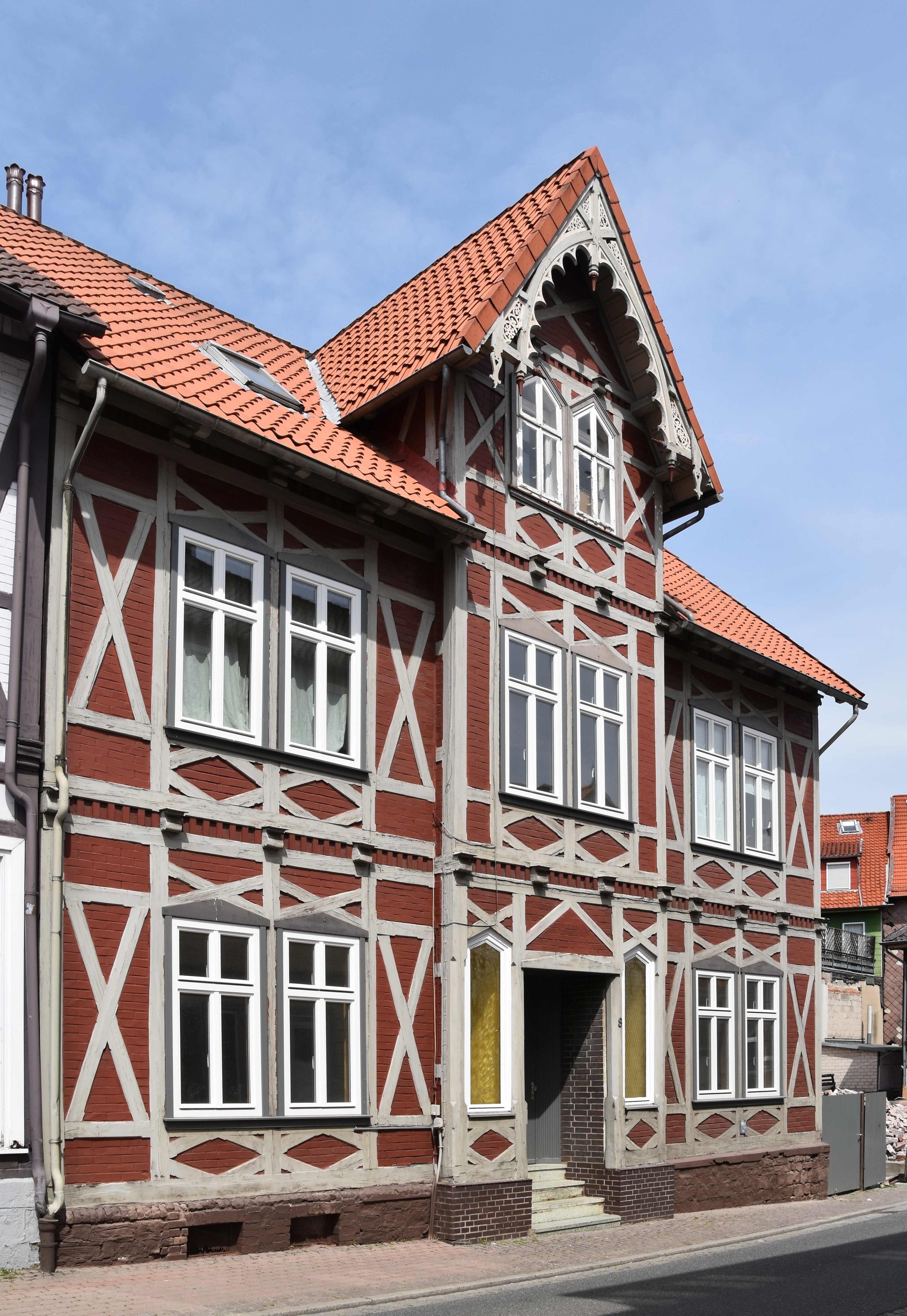
Osterode am Harz, Wohnhaus Dörgestraße 8, erbaut um 1885 (Aufnahme 2020)

## Bauschäden und konstruktiver Holzschutz
Eine technische Schwachstelle Technischen Fachwerks sind die typisch vorstehenden Horizontalhölzer der Riegel und Schwellen, die der Witterung besonders ausgesetzt sind, so dass dort herablaufendes Regenwasser zu Fäulnis führen kann. Bauschäden nahmen rasch zu, so dass bereits 1886 ein ministerieller Erlass an die preußischen Eisenbahnverwaltungen verlangte, dass „wenigstens bei den Nutzbauten die alte Herstellungsweise“ (also mit bündig eingebauten Gefachen) wieder anzuwenden sei.
Ebenso kritisch waren die beim Technischen Fachwerk oft vorstehenden Balkenköpfe. Hierzu zeigte Franz Stade in seinem Holzkonstruktionen-Lehrbuch von 1904 als Gegenmittel verschiedene Möglichkeiten von angenagelten Schutz- oder Deckbrettern vor der Fries- und Deckenbalkenzone, die eine ähnliche Schutzfunktion wie die Stockwerksvorkragung übernehmen sollten.

Konstruktiver Holzschutz
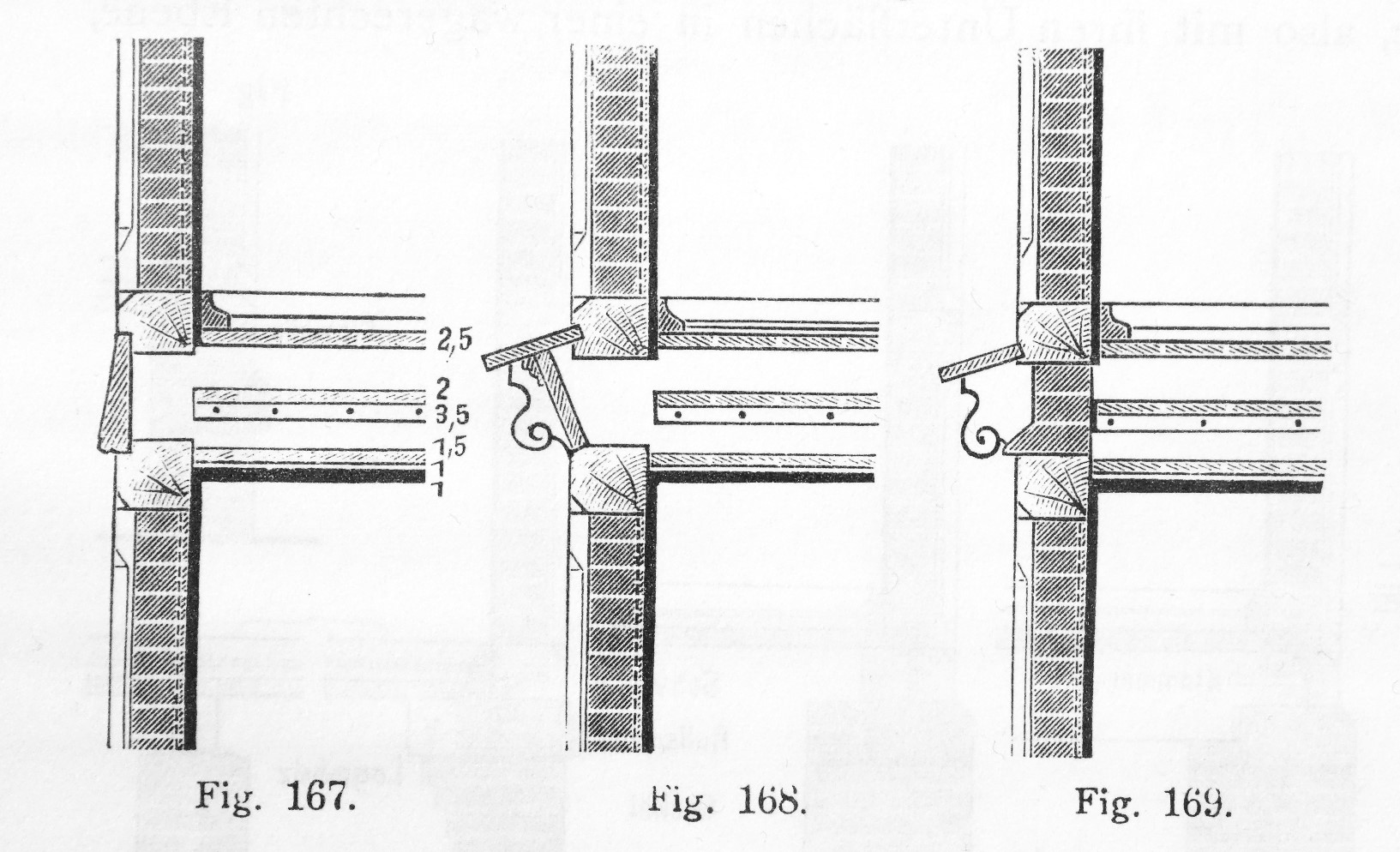
Verschiedene Wetterschutzabdeckungen für die witterungsbeanspruchte Deckenbalkenzone des Technischen Fachwerks: Fig. 167 vorgenageltes Schutzbrett; Fig. 168 Deckbrett mit Füllholz; Fig. 169 Deckbrett auf Balkenkopf und zusätzlich abgeschrägter Formziegel (Franz Stade, 1904[15])
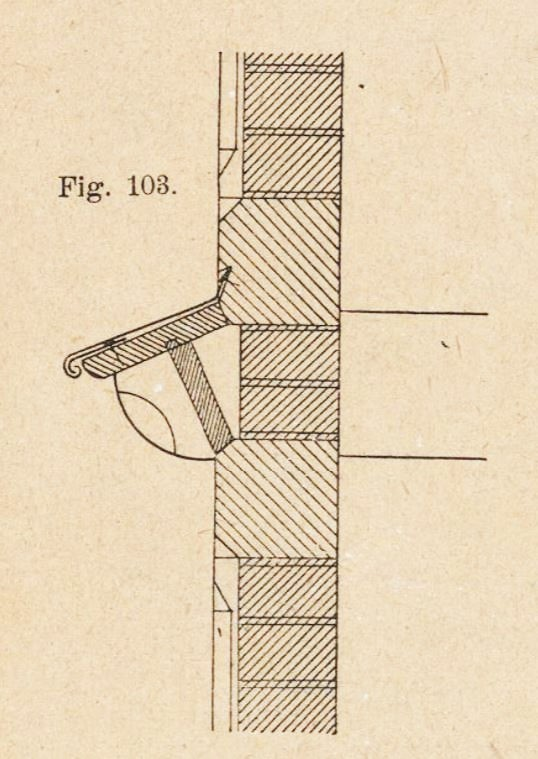
Deckbrett mit Schrägbrett unter der Stockschwelle und auf den Deckenbalkenköpfen (Adolf Opderbecke, 1921[16])

## Denkmalpflege
Das feine gestalterische Zusammenspiel des Fassadenreliefs von Technischem Fachwerk wird bei Fassadensanierungen oft beeinträchtigt. Verbreitet ist ein Weglassen der charakteristischen Fasen bei Ersatzhölzern, ein Überstreichen, Schlämmen oder Überputzen der Sichtziegelgefache oder bei Neuausfachungen ein bündiges Einbauen der Ersatzgefache.